# François Kamano
François Kamano (ur. 1 maja 1996 w Konakry) – gwinejski piłkarz występujący na pozycji pomocnika we francuskim klubie Girondins Bordeaux oraz w reprezentacji Gwinei.

## Kariera klubowa
Swoją karierę piłkarską Kamano rozpoczął w klubie Satellite FC z Konakry. W sezonie 2011/2012 zadebiutował w jego barwach w pierwszej lidze gwinejskiej. W 2014 roku wywalczył z nim wicemistrzostwo Gwinei.
Latem 2014 roku Kamano przeszedł do francuskiego klubu SC Bastia. Swój debiut w nim zaliczył 9 sierpnia 2014 w zremisowanym 3:3 domowym meczu z Olympique Marsylia. 20 grudnia 2014 w zremisowanym 1:1 wyjazdowym spotkaniu z SM Caen strzelił swojego pierwszego gola w Ligue 1.

## Kariera reprezentacyjna
W reprezentacji Gwinei Kamano zadebiutował 6 lipca 2013 roku w przegranym 1:3 meczu eliminacji do Mistrzostw Narodów Afryki 2014 z Mali. W 2015 roku został powołany do kadry na Puchar Narodów Afryki 2015. Zagrał na nim w dwóch meczach: zremisowanym 1:1 z Kamerunem i przegranym 0:3 ćwierćfinale z Ghaną.

## Statystyki kariery
(aktualne na dzień 6 sierpnia 2016)
| Klub               | Sezon              | Liga               | Liga  | Liga   | Puchar Francji | Puchar Francji | Puchar Ligi | Puchar Ligi | Europa | Europa | Suma  | Suma   |
| Klub               | Sezon              | Liga               | Mecze | Bramki | Mecze          | Bramki         | Mecze       | Bramki      | Mecze  | Bramki | Mecze | Bramki |
| ------------------ | ------------------ | ------------------ | ----- | ------ | -------------- | -------------- | ----------- | ----------- | ------ | ------ | ----- | ------ |
| SC Bastia          | 2014/15            | Ligue 1            | 24    | 4      | 0              | 0              | 2           | 0           | –      | –      | 26    | 4      |
| SC Bastia          | 2015/16            | Ligue 1            | 23    | 3      | 1              | 1              | 0           | 0           | –      | –      | 24    | 4      |
| Girondins Bordeaux | 2016/17            | Ligue 1            | 0     | 0      | 0              | 0              | 0           | 0           | –      | –      | 0     | 0      |
| Ogólnie w karierze | Ogólnie w karierze | Ogólnie w karierze | 47    | 7      | 1              | 1              | 2           | 0           | 0      | 0      | 50    | 8      |